# TURNING POINT (CHAGE and ASKAのアルバム)
『TURNING POINT』（ターニング・ポイント）はチャゲ&飛鳥（現：CHAGE and ASKA）の7作目のオリジナル・アルバムでもあり、本作の10曲目の楽曲でもある。1986年4月21日に発売された。発売元はキャニオン・レコード（現：ポニーキャニオン）。
1989年3月21日にGOLD CD、1993年12月17日にAPO-CD、2009年9月23日にSHM-CD、1990年7月21日、1999年12月16日、2001年8月22日にはCDとして再発売を行っている。

## 背景・リリース
キャニオン・レコード（現：ポニーキャニオン）移籍後第1弾のオリジナル・アルバムとして発売された。
5ヵ月後の9月21日には、早くも次のオリジナル・アルバム『MIX BLOOD』が発売される。
2009年9月23日には、紙ジャケット・シリーズの一環としてSHM-CD仕様でヤマハミュージックコミュニケーションズより再発売された。

## 制作
本作は、作詞家澤地隆のデビュー作品である。
ジャケットデザインは、当時アートディレクターを務めており、チャゲ&飛鳥以外にも、B'z、吉川晃司等のジャケットデザインも手掛けた西本和民によるもので、1990年代半ばまで多くのチャゲ&飛鳥作品のジャケットを手掛けている。

## 収録曲
| #  | タイトル                           | 作詞   | 作曲   | 編曲     | 時間 |
| -- | ---------------------------------- | ------ | ------ | -------- | ---- |
| 1. | 「モーニングムーン」               | 飛鳥涼 | 飛鳥涼 | 佐藤準   | 4:38 |
| 2. | 「砂漠のイリュージョン」           | 飛鳥涼 | 飛鳥涼 | 瀬尾一三 | 3:27 |
| 3. | 「キャンディー・ラブになり過ぎて」 | 澤地隆 | CHAGE  | 瀬尾一三 | 4:50 |
| 4. | 「キューピッドはタップ・ダンス」   | 澤地隆 | CHAGE  | 久石譲   | 4:03 |
| 5. | 「Key word」                       | 飛鳥涼 | 飛鳥涼 | 栗原正己 | 4:49 |

| #         | タイトル               | 作詞      | 作曲      | 編曲                         | 時間  |
| --------- | ---------------------- | --------- | --------- | ---------------------------- | ----- |
| 6.        | 「ロンリー・ガール」   | 飛鳥涼    | 飛鳥涼    | 栗原正己                     | 4:48  |
| 7.        | 「ショート・ショート」 | 澤地隆    | CHAGE     | 久石譲                       | 3:52  |
| 8.        | 「HIDARIMEが感じてる」 | 澤地隆    | CHAGE     | 村上啓介                     | 4:12  |
| 9.        | 「くぐりぬけて見れば」 | 飛鳥涼    | 飛鳥涼    | 瀬尾一三                     | 3:58  |
| 10.       | 「TURNING POINT」      | 飛鳥涼    | 飛鳥涼    | 飛鳥涼、村上啓介、矢賀部竜成 | 4:17  |
| 合計時間: | 合計時間:              | 合計時間: | 合計時間: | 合計時間:                    | 42:52 |

## 楽曲解説
1. モーニングムーン
1986年2月5日に発売されたシングル曲。
シングル収録時よりも間奏が長いロング・バージョンとなっている。また、2番の"Ah Ah 見下ろせば"から"ブラウスは乾かない" までの部分はリミッターなどの関係からか、-1.7dBほど音圧が下がっている。
1987年に発売されたベスト・アルバム『SUPER BEST』以外のアルバムは、すべてこのバージョンで収録されている。
2. 砂漠のイリュージョン
3. キャンディー・ラブになり過ぎて
4. キューピッドはタップ・ダンス
5. Key word
6. ロンリー・ガール
7. ショート・ショート
1990年に発売された『THE STORY of BALLAD』にも収録されている。
8. HIDARIMEが感じてる
「モーニングムーン」・「黄昏を待たずに」とともにレコード会社移籍第1弾シングルの候補曲であった。「唇」というタイトルでリリースに先駆けコンサートで披露されていた。元々は石川優子への提供曲として制作されたが、採用されなかった。
9. くぐりぬけて見れば
2010年にASKAがアルバム『君の知らない君の歌』でセルフカバーしている。
10. TURNING POINT
1986年のコンサート『Summer Explosion Series』横浜スタジアム公演では本編ラストに演奏され、ASKAが”過呼吸状態" になりながらも歌い切るというエピソードがある[1]。
1994年に発売された2枚組アルバム『Yin&Yang』では、Yang Disc のラストを飾る曲として収録されている。

## 参加ミュージシャン
- Drums：山木秀夫、青山純、島村英二、LinnDrum、RX-11
- Bass：高水健司、富倉安生
- Keyboard：富樫春生、佐藤準、倉田信雄、矢島マキ、鳩野信二、久石譲、福岡保子
- Electric Guitar：今剛、松原正樹、松下誠、角田順、柴山和彦
- Acoustic Guitar：笛吹利明
- Electric Violin：金子飛鳥
- Blues Harp：Weeping Harp Seno-o
- Latin Percussion：ペッカー
- B.G.Vocals：THE ALPHA、浜田良美、香川喜章、百田忠正
- Manipulator：梅原篤、浦田恵司、矢島賢、矢賀部竜成、鳩野信二、福岡保子、瀬尾一三
  - THE ALPHA：村上啓介（Electric Guitar）、後藤郁美（Keyboard）、矢賀部竜成（Keyboard）、佐藤邦治（Drums）、高浜輝夫（Bass）